# Lorenzo Alaimo
Lorenzo Alaimo (Hensies, 15 giugno 1952) è un ex ciclista su strada italiano.

## Carriera
Nato nel 1952 a Hensies, in Vallonia, in Belgio, nel 1974, a 22 anni, è passato professionista con gli olandesi della Frisol, partecipando al Tour de France, concludendo come lanterne rouge, al 105º e ultimo posto tra i ciclisti che hanno portato a termine la corsa.
Ha chiuso la carriera nel 1975, a 23 anni, dopo una stagione ai belgi della Splendor.

## Piazzamenti

### Grandi Giri
- Tour de France

1974: 105º